# Dvärgelefanter

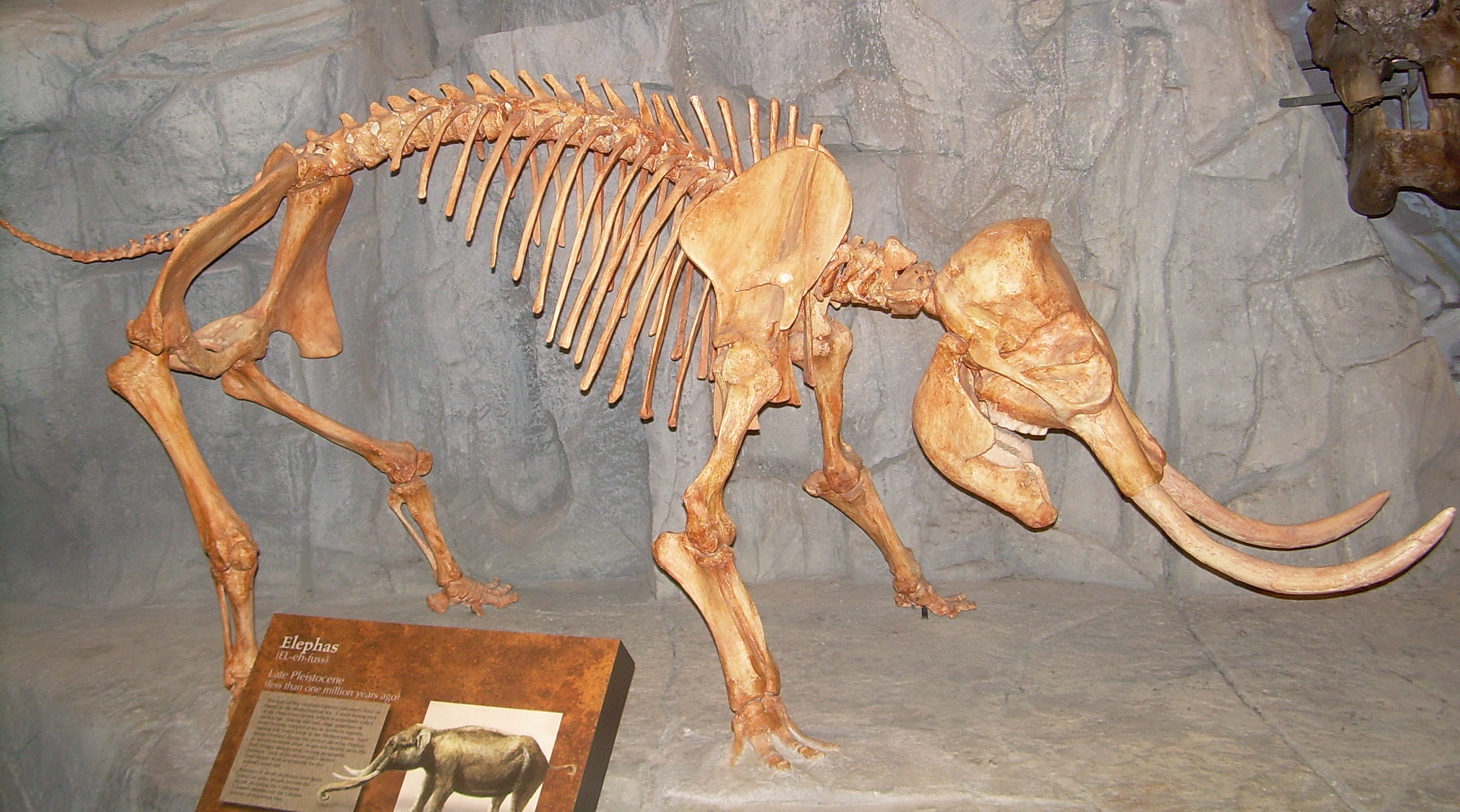
Avgjutet skelett av Palaeoloxodon falconeri.

Dvärgelefanter är förhistoriska arter inom ordningen elefantdjur som på grund av allopatrisk artbildning utvecklade mycket mindre kroppar i förhållande till sina närmaste släktingar. Dvärgelefanter är exempel på den typ av dvärgväxt som kan uppstå på öar, ett fenomen där stora landlevande ryggradsdjur, vanligtvis däggdjur, som koloniserar öar utvecklas till mindre varianter. Fenomenet förklaras som en evolutionär effekt som bland annat drivs fram som en anpassning i resursfattiga miljöer och selektion för att snabbare nå reproduktionsålder. 
Vissa samtida ö-populationer av asiatisk elefant har utvecklats till att bli något mindre, som elefanterna på Borneo. Det finns även en mindre form av skogselefant som förekommer i tropisk regnskog i Gabon, Kongo-Brazzaville och Kamerun.
Fossila lämningar av dvärgelefant har återfunnits på öar i Medelhavet som Cypern, Malta, Kreta, Stylos, Sicilien, Sardinien, Kykladerna och Dodekanisos. Lämningar efter dvärgformer av Stegodon har återfunnits på öar i Indonesien, som Sulawesi, Flores, Timor, på andra öar i Små Sundaöarna och centrala Java. På öarna Channel Islands i Kalifornien har man funnit rester av en dvärgform av Columbiamammut, medan populationer av dvärgformer av ullhårig mammut en gång i tiden har förekommit på Saint Paul Island i Alaska.

## Öar i Medelhavet

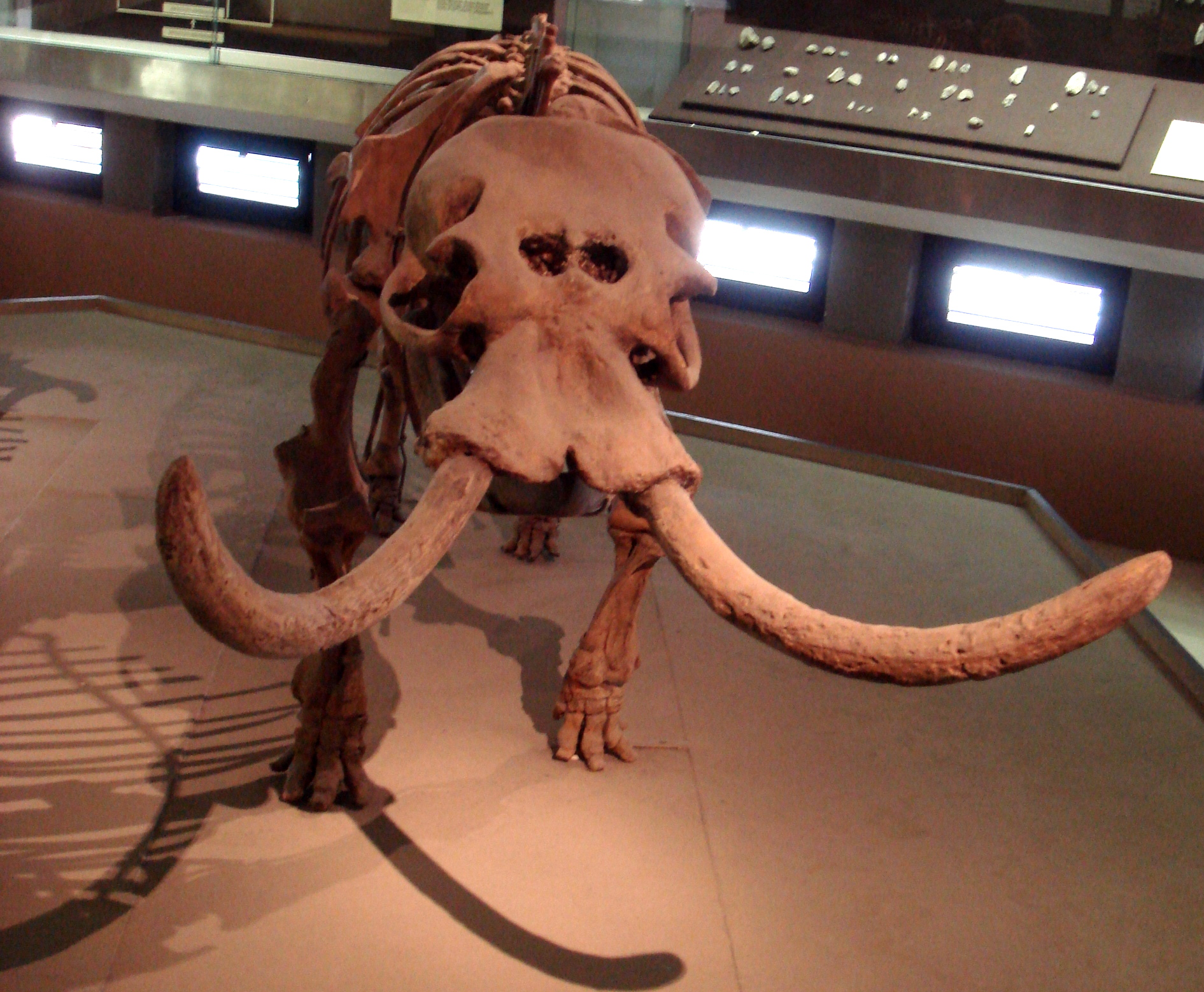
Palaeoloxodon falconeri

### Sardinien
- Mammuthus lamarmorai (Major, 1883)

### Sicilien och Malta
- Palaeoloxodon antiquus leonardii (Aguirre, 1969)
- Palaeoloxodon mnaidriensis (Adams, 1874)
- Palaeoloxodon melitensis (Falconer, 1868)
- Palaeoloxodon falconeri (Busk, 1867)

### Kreta
- Mammuthus creticus (Bate, 1907)

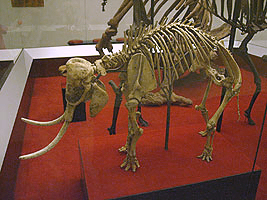
Skelett av dvärgelefant från Kreta.

- Palaeoloxodon creutzburgi (Kuss, 1965)
- Palaeoloxodon chaniensis (Symeonides et al., 2001)[3]

### Cypern
- Palaeoloxodon cypriotes Bate, 1903

### Kykladerna
Lämningar av Palaeoloxodon-elefanter har återfunnits på öarna Delos, Naxos, Kythnos, Serifos och Milos. Elefanten från Delos har samma storlek som en liten P. antiquus, medan den som återfunnit på Naxos har samma storlek som P. melitensis. Lämningarna från Kythnos, Serifos och Milos har ännu inte beskrivits.

### Dodekanisos
På Rhodos har ben hittats av en dvärgelefant lika stor som P. mnaidriensis. På ön Tilos har man funnit rester efter dvärgelefanter av två olika storlekar. Studier indikerar att det rör sig om samma art där hane och hona hade olika storlekar.

Dessa dvärgelefanter är de första vars DNA har studerats. Resultaten är samstämmiga med de tidigare morfologiska studierna och indikerar att Palaeoloxodon är mer närbesläktade med Elephas än med Loxodonta eller Mammuthus. Efter studier av nytt osteologiskt material beskrevs arten år 2007 som Elephas tiliensis, idag Palaeoloxodon tiliensis. Denna art var den sista kända dvärgelefant i Europa att överleva och den dog inte ut förrän cirka 4000 f.Kr.

## Öar kring Nordamerika och i Norra ishavet

### Channel Islands i Kalifornien
Columbiamammuten (Mammuthus columbi) utvecklade separata isolerade populationer i slutet av pleistocen. En av dessa  grupper isolerades på Channel Islands i Kalifornien, förmodligen för cirka 40 000 år sedan, där den utvecklades till den nya arten Mammuthus exilis. Dessa mammutar hade en mankhöjd på 150–190 cm.

### St. Paul Island och Wrangels ö
Mammutar överlevde längre även på Saint Paul Island i Berings hav, fram till 6000 f.Kr.
Under den senaste istiden förekom ullhårig mammut (Mammuthus primigenius) på Wrangels ö i Norra ishavet som överlevde fram till 1700 f.Kr, vilka är den yngsta mammutpopulation som man känner till. Wrangels ö antas ha separerats från fastlandet ungefär 12000 f.Kr. Tidigare bedömdes dessa mammutar har varierat mellan 180 och 230 cm i mankhöjd och kategoriserades ett tag som dvärgmammutar men de har senare omkategoriserats och sedan 1999 bedöms de inte vara en dvärgform.

## Indonesien
På Sulawesi och Flores finns spår efter en distinkt endemisk öfauna, som även omfattade dvärgelefanter, som daterats till mellersta pleistocen. Dessa elefanter konkurrerades dock ut av immigrerande medelstora elefanter.

### Flores
En endemisk art av dvärgelefant under tidig pleistocen, Stegodon sondaarii, dog ut för ungefär 840 000 år sedan. Dessa elefanter efterträddes av medelstora Stegodon florensis, en art närbesläktad med Stegodon trigonocephalus, som återfunnits både på Java och på öar i Wallacea. Denna Stegodon-art dog ut för ungefär 12 000 år sedan, förmodligen på grund av vulkanutbrott.

### Sulawesi
Dvärgelefanten Stegodon sompoensis förekom under pleistocen på ön Sulawesi. De hade en mankhöjd på bara 1,5 meter.

### Centrala Java
Å 2014 hittades rester efter en endemisk dvärgelefant i Semedo-området i Tegal på Centrala Java, som beskrivits som Stegodon semedoensis.